# Династія Лоді
Династія Лоді (пушту د لوديانو واکمني) — династія, що походила з афганського племені Гільзаї та правила Делійським султанатом у останній період його існування, з 1451 по 1526 роки. Династія отримала владу коли Алам Шах, останній султан з династії Сайїд, зрікся престолу на користь губернатора Пенджаба засновника династії Лоді Бахлул Хана Лоді. Його змінив на троні його син Сікандар Лоді, що правив з 1489 по 1517 роки. Третій і останній султан з цієї династії Ібрагім Лоді, молодший син Сікандара Лоді, був розгромлений Бабуром у Паніпатські битві 1526 року, після чого Делійський султанат припинив існування, а його змінила Імперія Великих Моголів.